# Savannenlerche

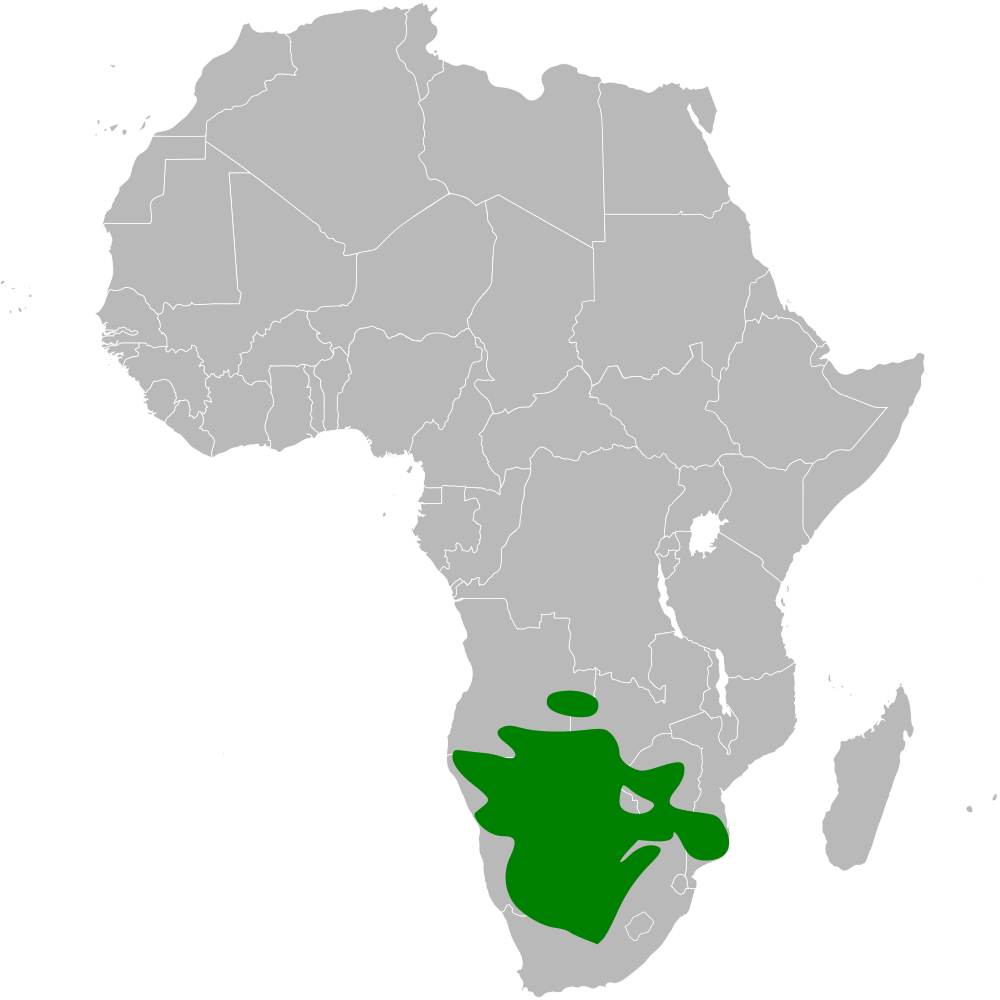
Verbreitungsgebiet der Grasklapperlerche

Die Savannenlerche (Calendulauda africanoides, Syn.: Mirafra africanoides, früher auch Steppenlerche genannt) ist eine Art aus der Familie der Lerchen. Sie ist eine im Süden und Osten des afrikanischen Kontinents verbreitete Art. Sie ist deutlich kleiner als eine Feldlerche, hat aber einen etwas kräftigeren Schnabel. Man unterscheidet mehrere Unterarten.
Die Bestandssituation der Savannenlerche wird als ungefährdet (least concern) eingestuft.

## Merkmale
Die Savannenlerche erreicht eine Körperlänge von 14 bis 16 Zentimeter, wovon 5,3 bis 7,0 Zentimeter auf den Schwanz entfallen. Der Schnabel hat vom Schädel aus gemessen eine Länge von 1,5 bis 1,7 Zentimeter. Sie wiegt zwischen 20,5 und 27,5 Gramm. Es besteht kein auffälliger Geschlechtsdimorphismus.
Das Gefieder der Savannenlerche ist auf der Körperoberseite überwiegend matt rötlich mit dunkelbraunen Längsstreifen und hellen rötlichen Säumen bei den einzelnen Federn. Der Überaugenstreif ist weißlich. Die Ohrdecken und die Wangen sind braun. Die Körperunterseite einschließlich Kehle und Kinn ist weiß. Die Brust ist bei vielen Individuen gelblich überwaschen und weist außerdem rötlich-braune Sprenkel und Fleckchen auf. Die Hand- und Armschwingen sind überwiegend braun mit rötlichen Säumen. Der Schwanz ist dunkelbraun, wobei die sechste (äußerste) Steuerfeder an der Außenfahne weiße bis isabellfarbene Säume hat. Der Schnabel ist hell hornfarben, die Füße und die Läufe sind hell rötlich, die Iris ist braun.

## Verwechslungsmöglichkeiten
Es kommen im Verbreitungsgebiet der Savannenlerche mit Sabotalerche, Karoolerche und der Kalaharilerche mehrere Lerchenarten vor, mit der sie verwechselt werden kann. Von der Sabotalerche unterscheidet sie sich durch die teilweise sehr breiten rötlichen Säume der Schwingen. Dagegen ist sie von der Karrulerche und der Kalaharilerche bei Feldbeobachtungen kaum zu unterscheiden.

## Unterarten und ihre Verbreitungsgebiete
Es werden sechs Unterarten für die Savannenlerche unterschieden:
- C. a. trapnelli (White, CMN, 1943) – Vorkommen im Südosten Angolas und Südwesten Sambias.
- C. a. harei (Roberts, 1917) – Vorkommen vom Zentralgebiet Namibias bis in den Südwesten von Botswana und dem Nordwesten Südafrikas.
- C. a. makarikari (Roberts, 1932) – Vorkommen vom Südwesten Angolas und dem Norden Namibias bis in den Westen Sambias und den Norden und das Zentralgebiet von Botswana
- C. a. sarwensis (Roberts, 1932) – Vorkommen im Westen von Botswana, im Osten von Namibia und im Norden Südafrikas.
- C. a. vincenti (Roberts, 1938) – Vorkommen im Zentralgebiet von Simbabwe und im Süden von Mosambik
- C. a. africanoides (Smith, 1836) – Vorkommen im Süden von Namibia, im Süden und Osten von Botswana, im Südwesten von Simbabwe und im Norden von Südafrika.

Die Savannenlerche ist in ihrem gesamten Verbreitungsgebiet ein Standvogel.

## Lebensraum

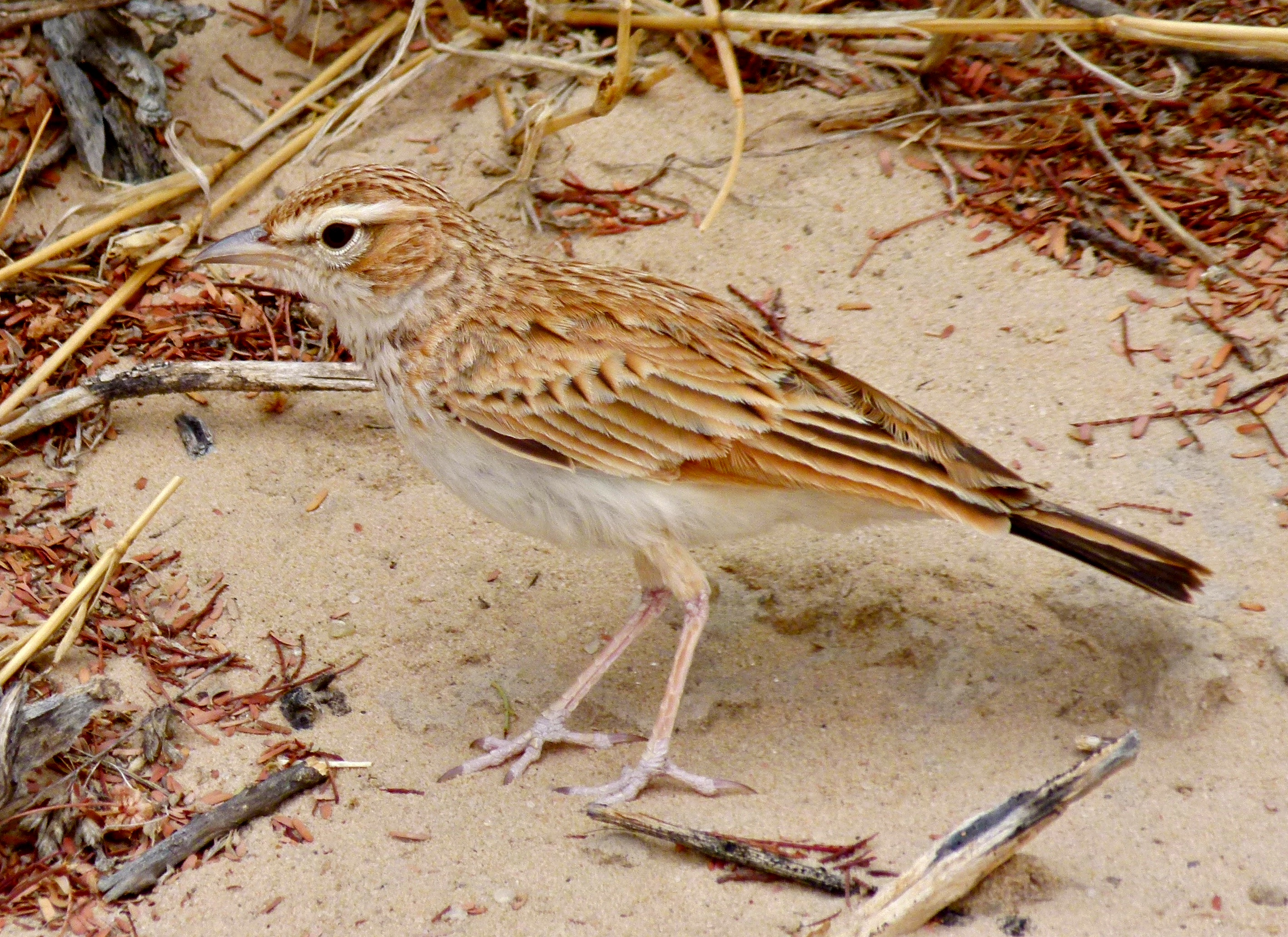
Gut getarnte Savannenlerche

Die Savannenlerche kommt bevorzugt in sandigen Savannen vor, die locker mit Akazien bestanden sind. Sie bewohnt außerdem trockene Buschsteppen. In der Kalahari ist sie vor allem in den Gebieten anzutreffen, die rote Böden aufweisen. Dort sind Unterarten beheimatet, in deren Gefieder rötliche Töne dominieren. In der Etosha-Pfanne dominieren auf den dortigen Kalkböden dagegen graubraune Unterarten.

## Lebensweise
Die Savannenlerche frisst Anthropoiden wie Heuschrecken, Sinnen, Ameisen, Termiten sowie die Samen von Gräsern und Gänsefußgewächse.
Das Männchen singt sowohl von Ansitzwarten auf Büschen und Bäumen als auch in der Luft. Der Singflug ist ein Flatterflug, wobei die Lerche eine Höhe von 20 bis 30 Meter über dem Boden erreicht. Der mehrminütige Singflug endet mit einem Sturzflug zurück zur Erde.
Wie alle Lerchen ist auch die Savannenlerche ein Bodenbrüter. Das Nest wird oben mit Gräsern überwölbt. Das Gelege besteht aus zwei bis drei Eier, Gelege mit vier Eiern sind selten. Die Brutdauer beträgt 12 Tage. Die Jungvögel verbleiben 10 bis 14 Tage im Nest.

## Einzelbelege
1. ↑  Pätzold: Kompendium der Lerchen. S. 94.
2. ↑  Pätzold: Kompendium der Lerchen. S. 90.
3. ↑  IOC World Bird List 6.4. In: IOC World Bird List Datasets. doi:10.14344/ioc.ml.6.4 (englisch, worldbirdnames.org).
4. ↑  Pätzold: Kompendium der Lerchen. S. 93.